# SFA (Band)
SFA (Stands for Anything) ist eine 1984 gegründete New-York-Hardcore-Band. Der Band wird die Bildung des Begriffs „Hatecore“ zugeschrieben.

## Geschichte
SFA wurde 1984 von Michael „Mike Bullshit“ Bromberg, einem New Yorker Fanzine-Autor, gegründet. Ihr erstes Konzert fand am Ostersonntag 1985 in New York statt. 1988 stieß als zweiter Sänger Brendan Rafferty hinzu, der gemeinsam mit Bromberg auf der 1988er Debüt-EP sang. Bald danach verließ Bromberg kurzzeitig die Gruppe, um einige Monate durch Amerika zu trampen, und stellte nach seiner Rückkehr fest, dass die Band sich zu sehr geändert und mit Rafferty neues Material geschrieben hatte; er verließ die Gruppe und gründete seinerseits die Hardcore-Band Go!. Zu diesem Zeitpunkt spielte SFA, mit Rafferty (Gesang), als Headliner in Clubs wie dem CBGB und trat unter anderem als Support von Agnostic Front und Bad Brains auf. Bald darauf begann die Band den Begriff „Hate-Core“ auf Flyern und Shirts zu benutzen, um sich vom „Posi-Core“ der Straight-Edge-Szene abzusetzen. Dabei grenzte sich die Band explizit von rechten Gruppierungen ab und bezeichnete letztere beispielsweise auf den Textblättern ihres 1990er-Albums The New Morality als „rassistische Drecksäcke“. 1989 begann SFA, das erste Album der Band für DeMilo Records aufzunehmen, wurde allerdings vom Label zur Unzufriedenheit der Band nur unzureichend unterstützt, sodass es erst 1990 erschien. Ein Jahr später veröffentlichte SFA das Album So What? auf Wreck-Age Records veröffentlicht. 1991 und 1994 erfolgten zwei erfolgreiche Europa-Tourneen. Nachdem sich SFA mit Wreck-Age Records zerstritten hatte, erschien ihr drittes Album Solace 1995 auf We Bite Records, 1996 folgte eine dritte Europa-Tournee. Auch später noch fand sich SFA regelmäßig, zumeist zu kleineren Konzerten innerhalb der USA, zusammen.

## Diskografie
- New York (1988, 7")
- The New Morality (1990, Album)
- So What? (1991, Album)
- Live in Europe (1991 split 7" mit DMB)
- Unclean (1994, 7")
- Solace (1995, Album)
- Pure Hate (2000, Compilation)
- Warsongs (2008, Album)